# Jogos dos Pequenos Estados da Europa de 1995
O VI Jogos dos Pequenos Estados da Europa foram realizadas em 1995 pelo Grão-Ducado do Luxemburgo.
| Ordem                            | País          | Medalha de ouro | Medalha de prata | Medalha de bronze | Total |
| -------------------------------- | ------------- | --------------- | ---------------- | ----------------- | ----- |
| 1                                | Islândia      | 33              | 17               | 28                | 78    |
| 2                                | Chipre        | 22              | 25               | 22                | 69    |
| 3                                | Luxemburgo    | 20              | 26               | 12                | 59    |
| 4                                | Liechtenstein | 5               | 2                | 1                 | 8     |
| 5                                | Monaco        | 3               | 4                | 17                | 24    |
| 6                                | Andorra       | 2               | 5                | 8                 | 15    |
| 7                                | San Marino    | 2               | 5                | 2                 | 9     |
| 8                                | Malta         | 1               | 4                | 7                 | 12    |
| Fonte: Maltese Olympic Committee |               |                 |                  |                   |       |